# Borki (powiat piaseczyński)
Borki – wieś w Polsce położona w województwie mazowieckim, w powiecie piaseczyńskim, w gminie Góra Kalwaria. Leży na lewym brzegu Wisły.
W latach 1975–1998 miejscowość należała administracyjnie do województwa warszawskiego.

## Położenie
Borki to maleńka, otoczona przez sady miejscowość położona nad Wisłą, przy drodze między Czerskiem a Podgórą. 